# Championnat d'Angleterre de beach soccer
 (mai 2022).
Le championnat d'Angleterre de beach soccer est une compétition annuelle de beach soccer disputée entre les clubs anglais.

## Histoire
En 2008 la décision est prise de lancer The Nuts Beach Soccer Tour, le premier championnat national de beach soccer joué un peu partout dans le pays. Les équipes qui participent à cette nouvelle compétition sont réparties dans deux ligues : celle de l'Ile de Wight et celle de Jersey. Mais à cause d'une mauvaise concordance des plannings, Jeux olympiques obligent, son lancement est repoussé.
Fin 2012, l' England Beach Soccer dirigée par David Jones annonce qu'un accord est conclu avec Beach Promotions Ltd pour le financement d'un championnat jusqu'en 2018. Il est aussi conclu de la création de l' English Ladies Beach Soccer, championnat féminin de beach soccer. Ceci dans le but d'alimenter en joueurs l'équipe d'Angleterre.
Actuellement le pays dispose de 3 zones réservées à la pratique du beach soccer : deux terrains sont implantés sur la plage de Poole dans le comté de Dorset, c'est le lieu d'entraînement actuel de l'équipe nationale. Un autre sur l'Appley Beach de Ryde sur l'île de Wight et un dernier à Jersey.

## Palmarès
- 2008 : The Bee's
- 2009 :
- 2010 :
- 2011 :
- 2012 : Sandown Sociedad
- 2013[2] : The Bee's

## Clubs
| Ligue de l'Ile de Wight | Ligue de Jersey  |
| ----------------------- | ---------------- |
| The Bee's               | PPS (The Power)  |
| Wight Stripes           | Beach Ballers    |
| Sandown Sociedad        | Sandstorm FC     |
| Shanklin Sharks         | The Fantasie     |
| WKR Santos              | Jersey Flamingos |
| Ryde Sports             | Jersey Shore     |
| BSC Galaxy              | The Cobras       |
| Solent Santos           |                  |